# Biblioteca Marucelliana
La Biblioteca Marucelliana è una biblioteca pubblica di Firenze (di proprietà del Ministero della cultura) con accesso da via Cavour.

## Storia
Nata per volontà dell'abate Francesco Marucelli, dal quale prende il nome, è il frutto della donazione della sua ricca e cospicua libreria personale, che in sede testamentaria lasciò insieme ad una rendita per l'edificazione di un apposito edificio a Firenze con lo scopo di facilitare nello studio anche i giovani poveri, visto che all'epoca non esisteva nella sua città d'origine alcuna istituzione del genere. Fu il nipote Alessandro a far costruire l'edificio dall'architetto Alessandro Dori, che venne aperto al pubblico il 18 settembre 1752, diventando la prima biblioteca di cultura generale aperta ad un vasto pubblico come si può leggere nell'iscrizione sulla facciata: "Marucellorum Bibliotheca publicae maxime pauperum utilitati" ("Biblioteca dei Marucelli per l'uso pubblico, soprattutto dei poveri").
Il primo bibliotecario fu Angelo Maria Bandini, che nei circa 50 anni di attività la curò ed accrebbe con altri fondi. Con le soppressioni degli istituti religiosi tra Sette e Ottocento pervennero alla biblioteca altri cospicue raccolte librarie (come la biblioteca della Badia Fiorentina), a altre ancora vennero acquistate sul mercato.

## Patrimonio
Il patrimonio della biblioteca si accrebbe nel 1809 con le soppressioni di conventi e, nello stesso periodo, tramite gli acquisti del Bandini, effettuati in Italia e all'estero, che pur conservando il carattere di biblioteca generalista alla raccolta, accentuò il settore relativo alla cultura fiorentina e toscana.
Possiede quasi 40 000 volumi, 500 incunaboli circa, più di 2 000 manoscritti e circa 10 000 lettere e documenti sciolti. Tra le raccolte manoscritte spicca quella di Antonio Francesco Gori per la storia dell'archeologia, o gli autografi di Francesco Redi per la storia della scienza. Importante il legato di Diego Martelli, con numerose memorie legate a Foscolo e Quirina Mocenni Magiotti, o il carteggio di Silvio Pellico con la "Donna gentile", nonché il manoscritto originale della Francesca da Rimini di Pellico, donato dallo scrittore alla Mocenni. Tra i manoscritti miniati spiccano alcuni rari codici dei secoli XI e XII, come il Polycarpus Liber Canorum diversorum Sanctorum Patrum o una Nova Cronica di Giovanni Villani del XIV secolo. Tra gli incunaboli i Sermones et epistolae di papa Leone I e la Leggenda della Beata Chaterina da Siena del 1477, dal monastero di San Jacopo di Ripoli.
Possiede inoltre molti disegni e stampe (dal Quattrocento al Settecento), con opere di Ludovico Cigoli, Stefano della Bella, Domenico Beccafumi, Giorgio Vasari, Federico Zuccari. Importantissima la raccolta di melodrammi e oratori, datati a partire dal XVII secolo (donazione Diomede Bonamici di Livorno).
La Biblioteca possiede anche una curiosa opera bibliografica, composta di 112 volumi e chiamata Mare magnum, opera messa insieme dallo stesso fondatore della Biblioteca, il quale non solo registrava tutte le opere che possedeva, ma ne faceva un sunto affidandolo alle pagine di questa sua Bibliografia monumentale, scritta quasi tutta di suo pugno. Nella Marucelliana si conservano anche le raccolte letterarie di Enrico Nencioni, letterato, poeta e critico 1837-1896 e il ritratto di Francesco Marucelli, opera di David Canoniche di Anversa.  Per legge riceve una copia di ogni libro stampato nella provincia di Firenze.

## Galleria d'immagini della Marucelliana

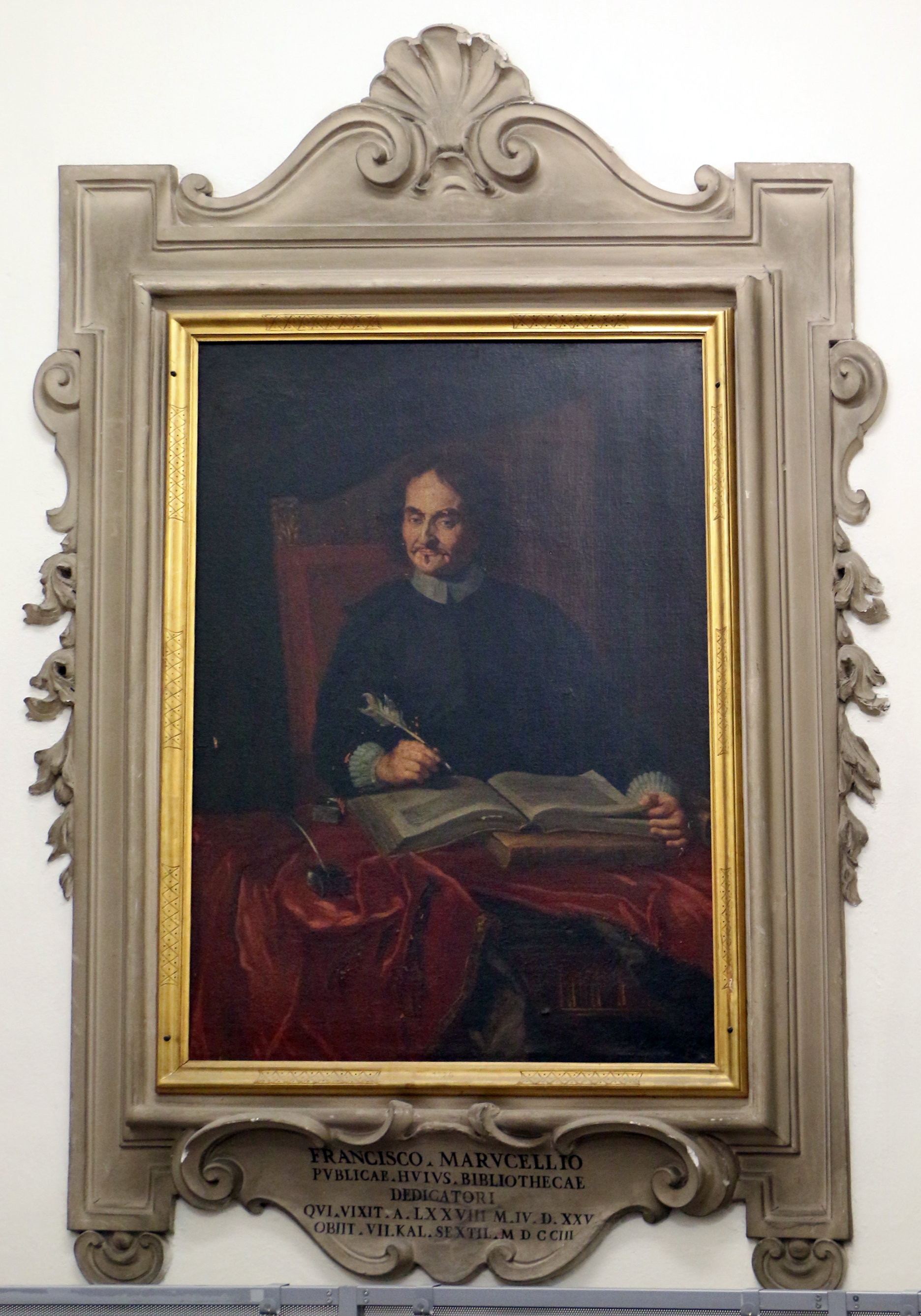
Il ritratto di Francesco Marucelli
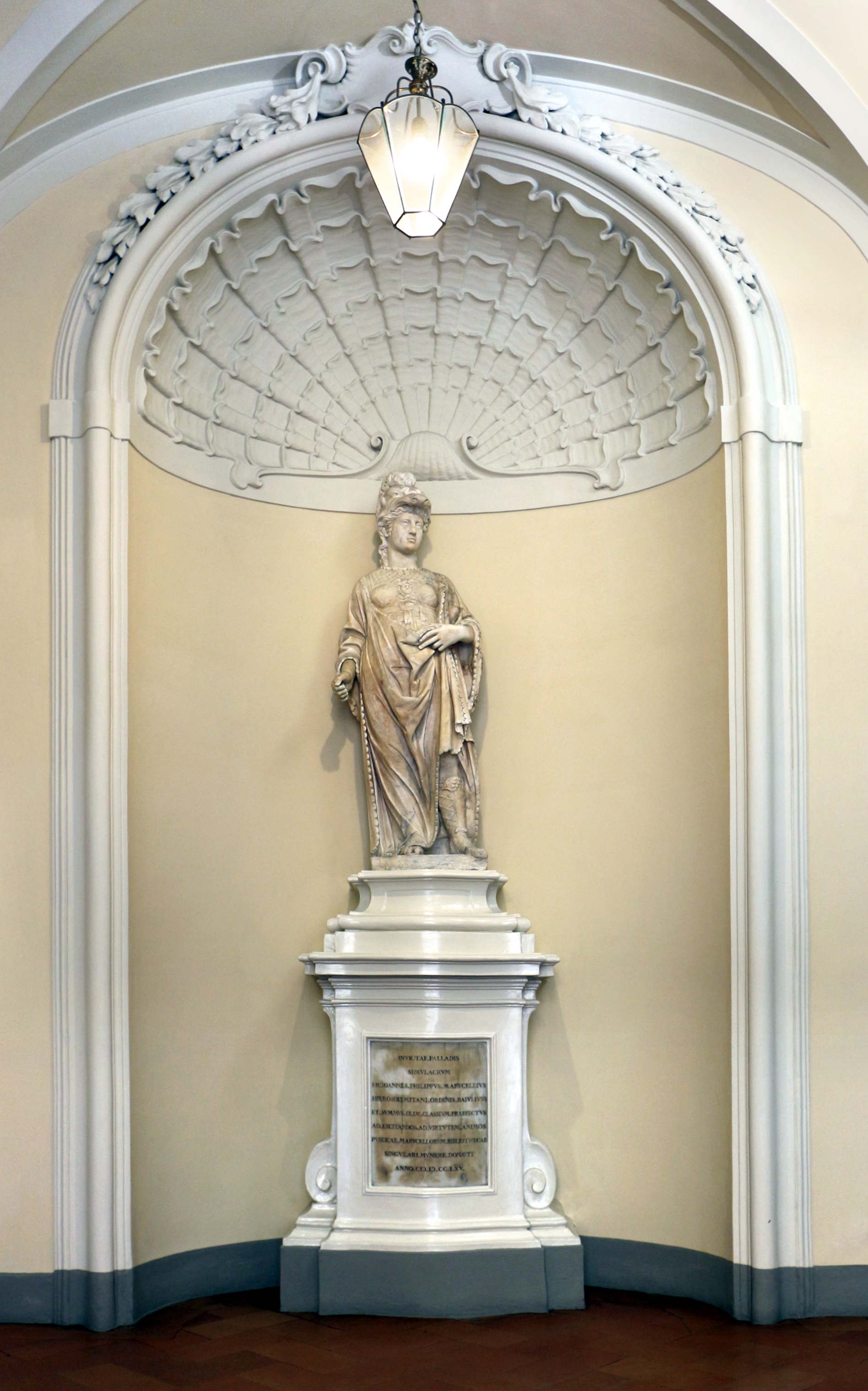
Ingresso con statua della Minerva
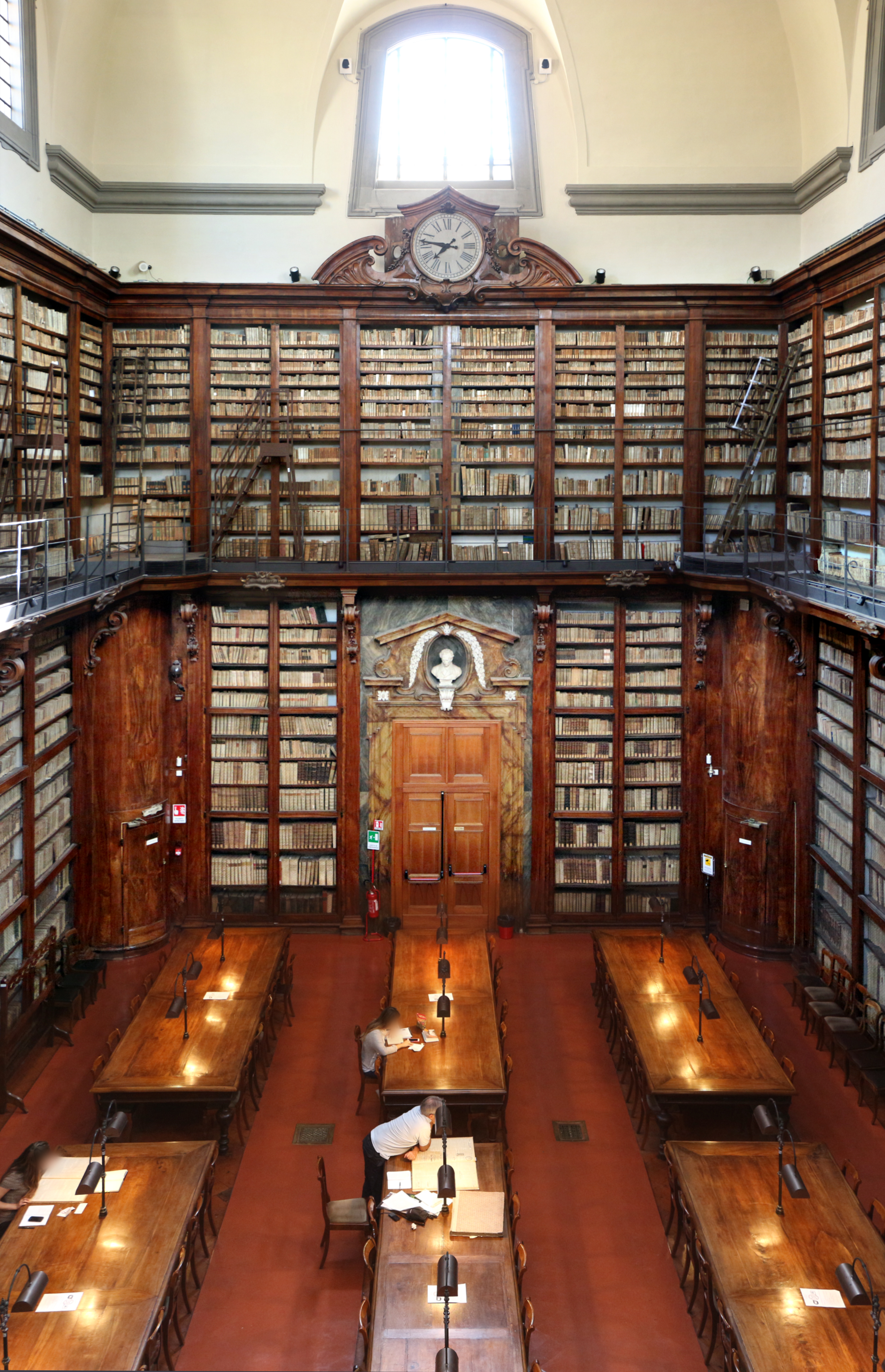
La sala lettura
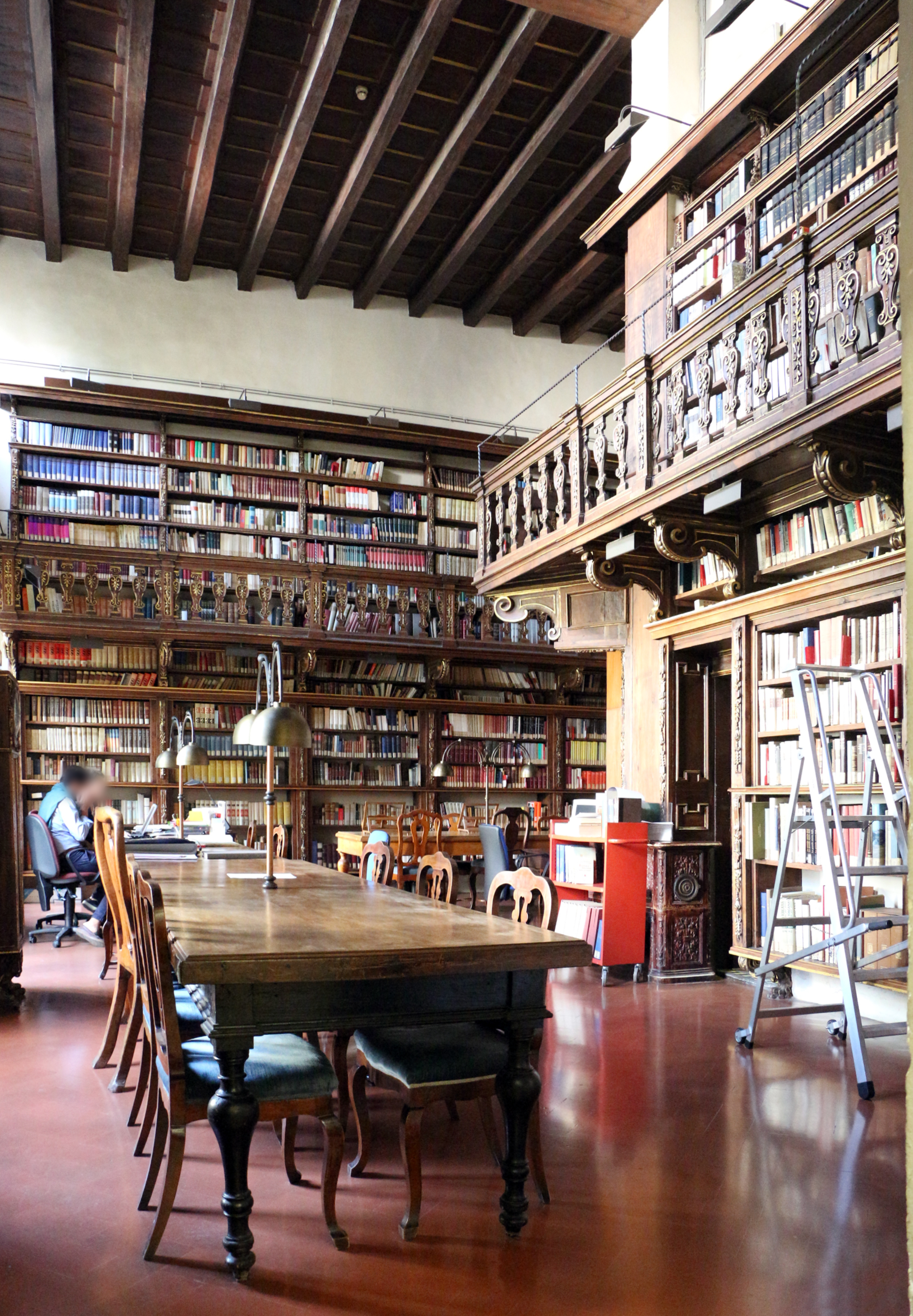
La sala consultazione
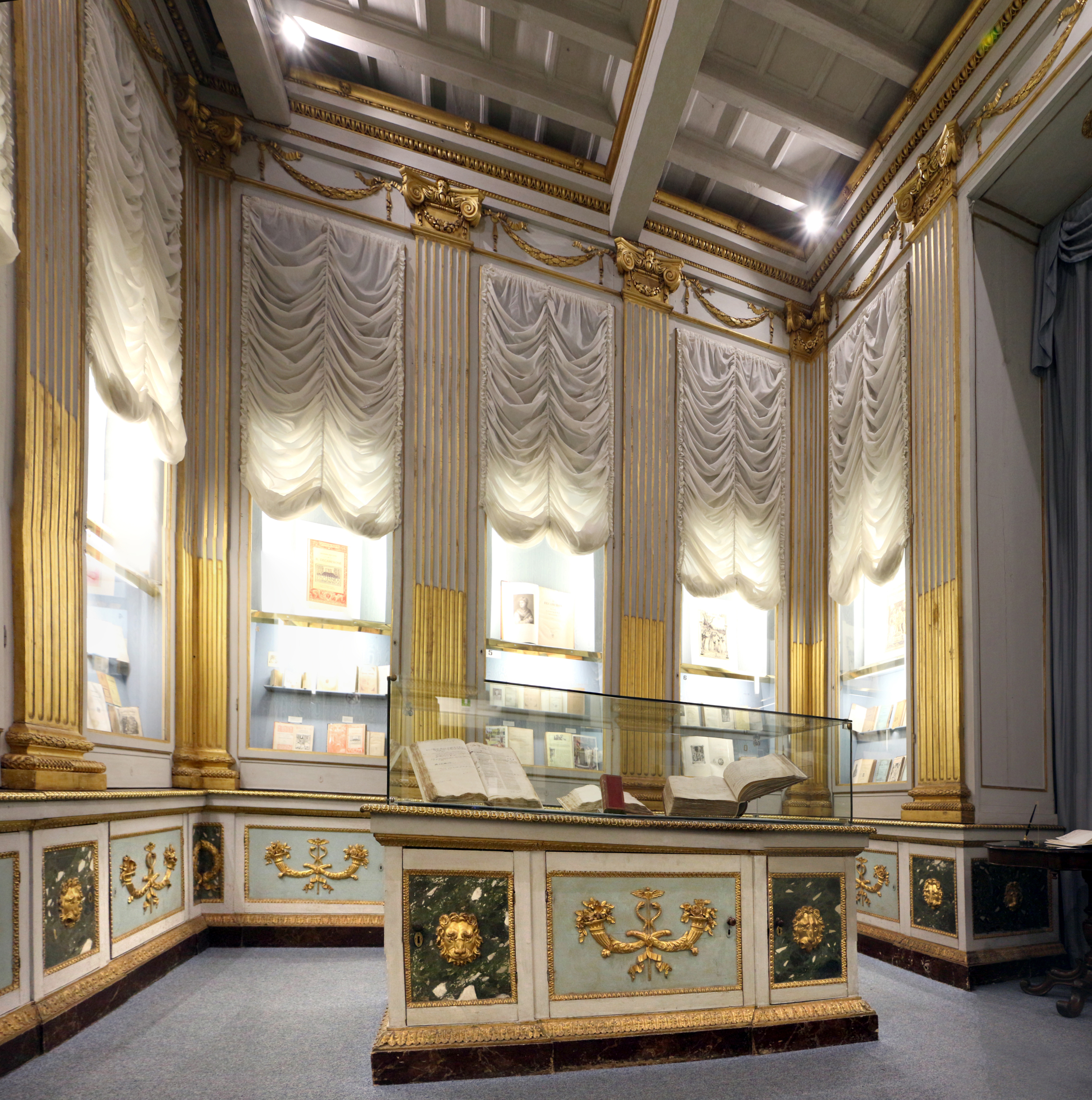
La saletta delle mostre